# Îles Diomède
Pour les articles homonymes, voir Diomède (homonymie).
Les îles Diomède (en russe : Острова Диомида, Ostrova Diomida, en anglais : Diomede Islands, en inupiak Ignaluk), également connues en Russie sous le nom d’îles Gvozdev, sont deux îles d’origine volcanique situées au milieu du détroit de Béring, entre la Sibérie et l’Alaska, à environ 88 kilomètres au sud du cercle arctique. Une distance de 3,8 kilomètres sépare les deux îles.

## Position, noms et date
Les îles Diomède sont situées presqu’à l’extrémité ouest de l’hémisphère occidental, entre l’Alaska continental et la Sibérie, au milieu du détroit de Béring qui joint la mer des Tchouktches au nord et la mer de Béring au sud et de laquelle il dépend. À 9,3 km au sud-est se trouve Fairway Rock, qui n’est généralement pas considéré comme faisant partie des îles Diomède.
À l’est, la Petite Diomède, appartenant aux États-Unis, est aussi connue sous le nom d’île « Inaliq » ou « Krusenstern ».
À l’ouest, la Grande Diomède, appartenant à la Russie, est aussi connue sous le nom d’île « Imaqliq », « Nunarbuk » ou « Ratmanov ». C'est à la fois le territoire russe le plus oriental et le seul à être situé dans l’hémisphère occidental.
La ligne de changement de date passe entre les deux îles à 1,5 km de chacune d’elles. La Grande Diomède a presque un jour d’avance sur la Petite Diomède. En raison du choix local de fuseau horaire, la Grande Diomède n’a que 21 heures d’avance sur la Petite Diomède (20 heures en été). Pour cette raison, les îles sont parfois appelées l’« Île de demain » (la Grande Diomède) et l’« Île d’hier » (la Petite Diomède),.

## Géographie physique

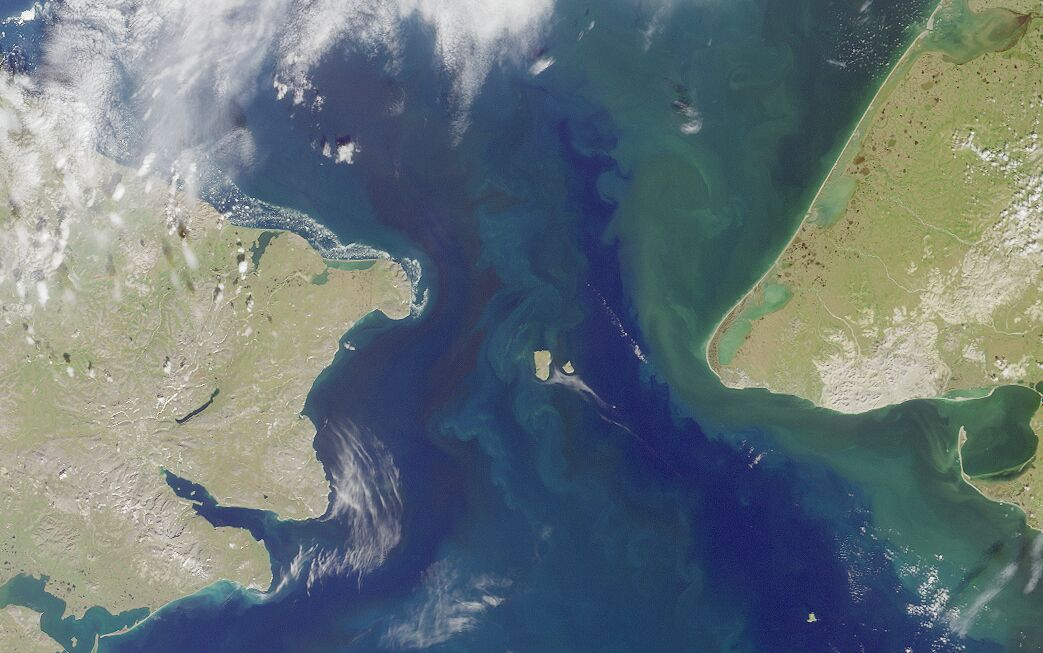
Le détroit de Béring, au centre les îles Diomède.

La Petite Diomède, à l’est, fait partie de l’Alaska et n’est située qu’à 3,2 km de la Grande Diomède, qui fait partie de la Tchoukotka, et est le point le plus oriental de la Russie. Le point le plus occidental des États-Unis, hors territoire d’outre-mer, se trouve plus au sud, à la pointe de l’arc des îles Aléoutiennes.

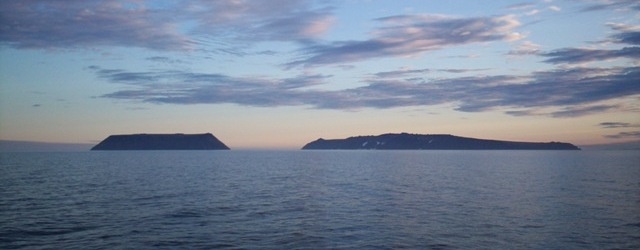
La Petite Diomède, à gauche, et la Grande Diomède, à droite, vues du nord depuis la mer des Tchouktches.

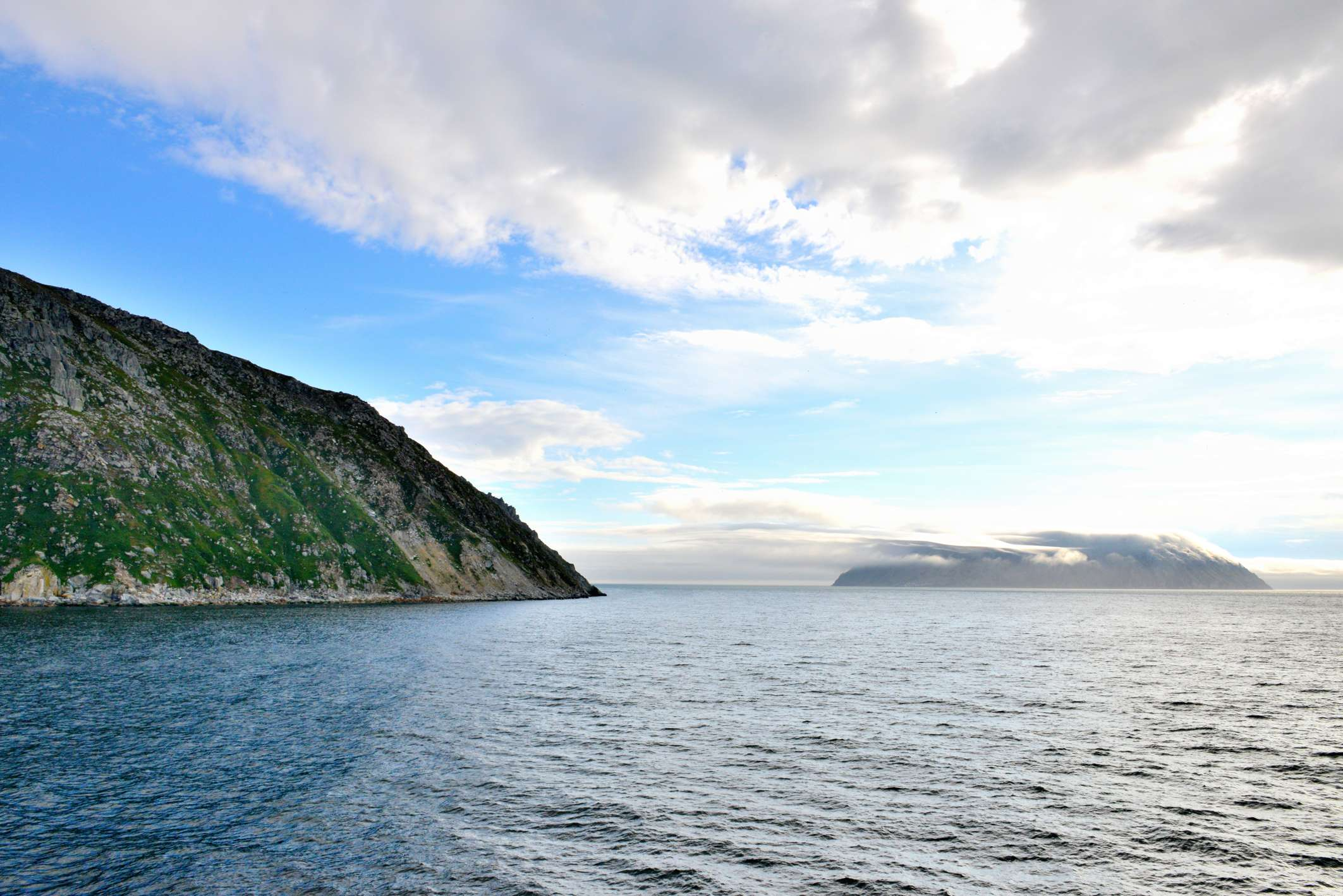
La Grande Diomède, à gauche, et la Petite Diomède, au fond, vues du sud depuis la mer de Béring.

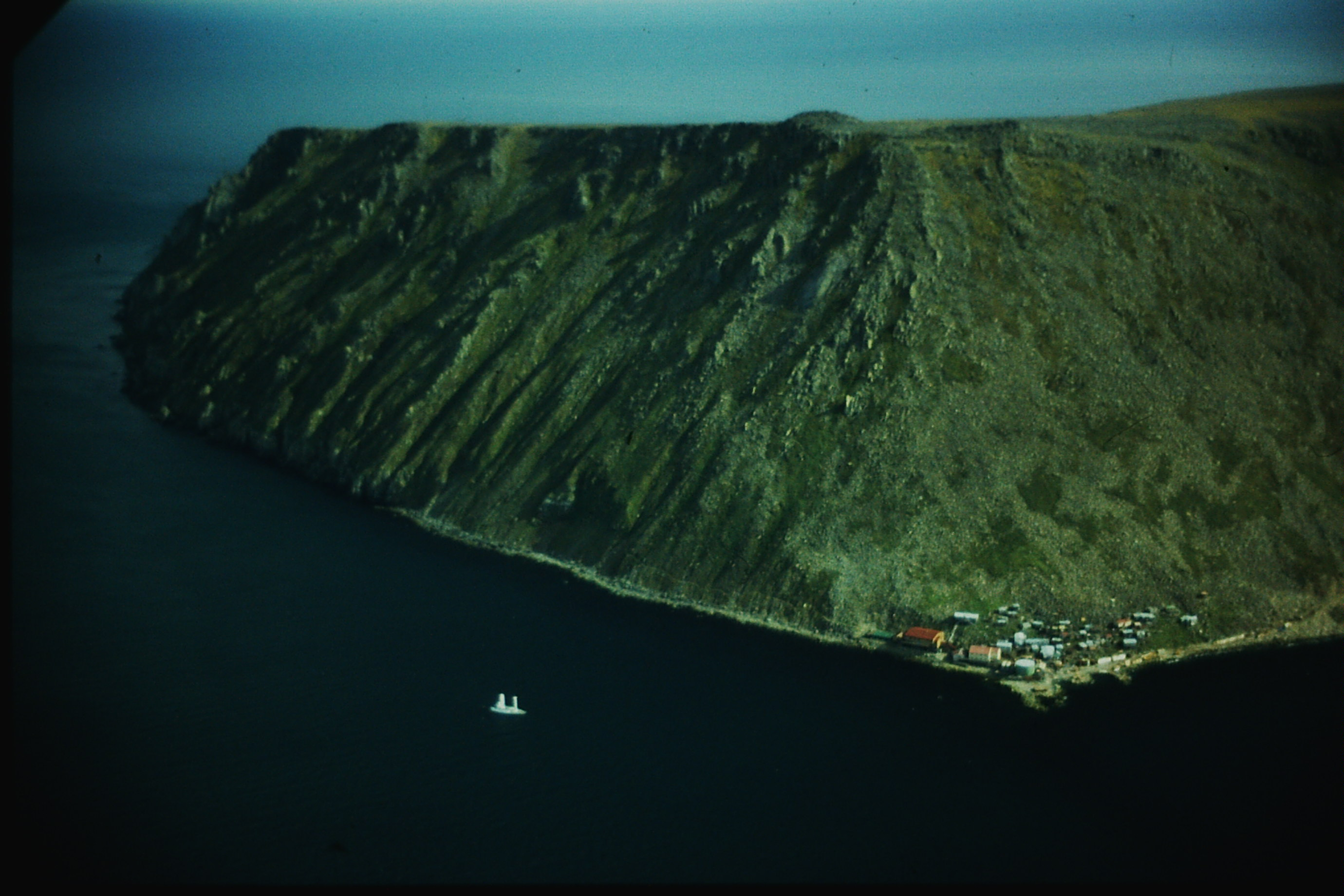
Le village de Diomède sur la côte occidentale de Petite Diomède, seul endroit assez plat en bord de mer, septembre 1987.

La Grande Diomède se trouve à 39 km au sud-est du cap Dejnev, l'extrémité de la péninsule tchouktche. La Petite Diomède se situe quant à elle à 37 km à l’ouest-nord-ouest du cap Prince-de-Galles, l'extrémité de la péninsule de Seward. À quinze kilomètres au sud-est des îles Diomède se trouve l’îlot rocheux de Fairway Rock, territoire américain. On pense que ces deux îles sont des tuyas, restes de la Béringie qui reliait autrefois les deux continents. Elles sont baignées par la mer de Béring (océan Pacifique).
Les deux îles présentent des aspects similaires, avec de hautes falaises de 250 à 300 mètres et une pente de 40° plongeant dans la mer et surmontées d’un vaste plateau. La végétation est rare, sans arbres.
La Petite Diomède a une superficie de 7,35 km2 et une hauteur maximale de 494 m. La Grande Diomède est presque quatre fois plus grande, avec une superficie d’environ 29 km2 et une hauteur maximale de 505 m.

## Histoire
Le premier campement humain sur l’île de la Petite Diomède semble remonter à plus de 3 000 ans. Il servait de camp de chasse au printemps. Par la suite, des populations inuit résidèrent sur les îles, chassant et commerçant des deux côtés du détroit.
Le premier Européen à atteindre les îles est l’explorateur russe Simon Dejnev en 1648. Le navigateur Vitus Béring, Danois au service de la Russie, les redécouvre le 16 août 1728, jour de la Saint-Diomède, un martyr de l’Église orthodoxe. Mais leur véritable exploration et leur cartographie ne furent faites qu’en 1732 par le géodésiste russe Mikhail Gvozdev. En 1779, Ivan Kobelev s'y rend et y étudie les Tchouktches. 
Le texte du traité de 1867 finalisant la vente de l’Alaska par la Russie impériale aux États-Unis utilise les îles pour établir la frontière entre les deux pays : elle sépare « de manière équidistante l’île Krusenstern, ou Ignaluk, de l’île Ratmanov, ou Nunarbuk, et continue vers le nord à l’infini (sic) jusqu’à ce qu’elle disparaisse complètement dans l’océan Arctique ».

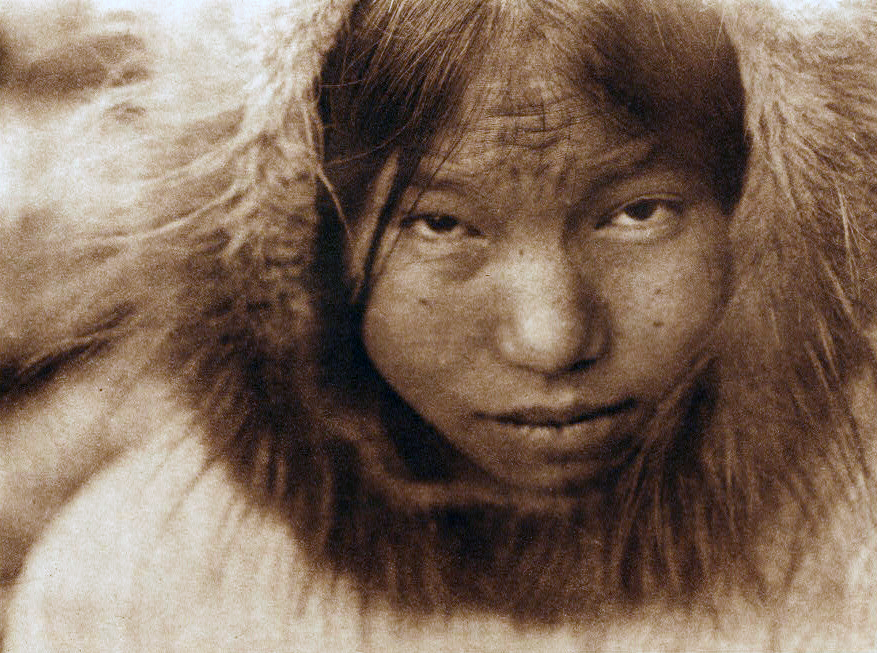
Iŋalikmioute photographiée à la fin des années 1920.

En 1944, l’explorateur polaire français Paul-Émile Victor, alors commandant de l’escadre de sauvetage et de recherche américaine de Nome (Alaska), s’aventure en kayak près de la Grande Diomède et essuie des tirs de la garnison soviétique.
En 1948, un groupe de dix-sept Iñupiat, habitants de la Petite Diomède, naviguent jusqu'à la Grande Diomède, en ayant demandé l'autorisation au gouvernement soviétique, mais ils ignorent qu'entre-temps ont commencé le blocus de Berlin et la rupture entre les États-Unis et l'URSS. Ils sont arrêtés par les Soviétiques, détenus plusieurs semaines puis renvoyés sur Petite Diomède avec interdiction de revenir.
Durant la Guerre froide, l’espace entre les deux îles constitue la frontière américano-soviétique et est qualifié de « rideau de glace ». En 1987, toutefois, la nageuse en eau libre Lynne Cox, de nationalité américaine, effectue la traversée et est félicitée conjointement par Ronald Reagan et Mikhaïl Gorbatchev.
Les îles Diomède sont souvent mentionnées comme étapes intermédiaires dans les projets futuristes de tunnel sous le détroit de Béring ou de pont.
Durant l’été 1995, c’est à partir de la Petite Diomède que l’acteur de télévision britannique Michael Palin, membre des Monty Python, comence une circumnavigation le long des côtes du Pacifique à travers dix-huit pays différents, dans le cadre d’une série télévisée de la BBC, Full Circle. Tout à la fin de son voyage circulaire, huit mois plus tard, il essaie de revenir sur l’île mais en est empêché par les mauvaises conditions météorologiques.
Les médias américains évoquent brièvement les îles Diomède lors de la campagne présidentielle américaine de 2008,, après que Sarah Palin, gouverneur de l'Alaska et candidate à la vice-présidence sur le ticket républicain, a affirmé lors d’une interview sur ses connaissances sur la Russie qu’en Alaska « on voit la Russie depuis sa fenêtre ». La Petite Diomède est le seul endroit d’Alaska depuis lequel un territoire russe, la Grande Diomède, est visible.
Le 18 août 2012, le nageur français amputé des quatre membres Philippe Croizon, accompagné d’Arnaud Chassery, franchit à la nage la distance de 1,5 kilomètre séparant l’île de la Petite Diomède et la frontière américano-russe, remplissant ainsi son pari de relier à la nage les cinq continents.

## Géographie humaine

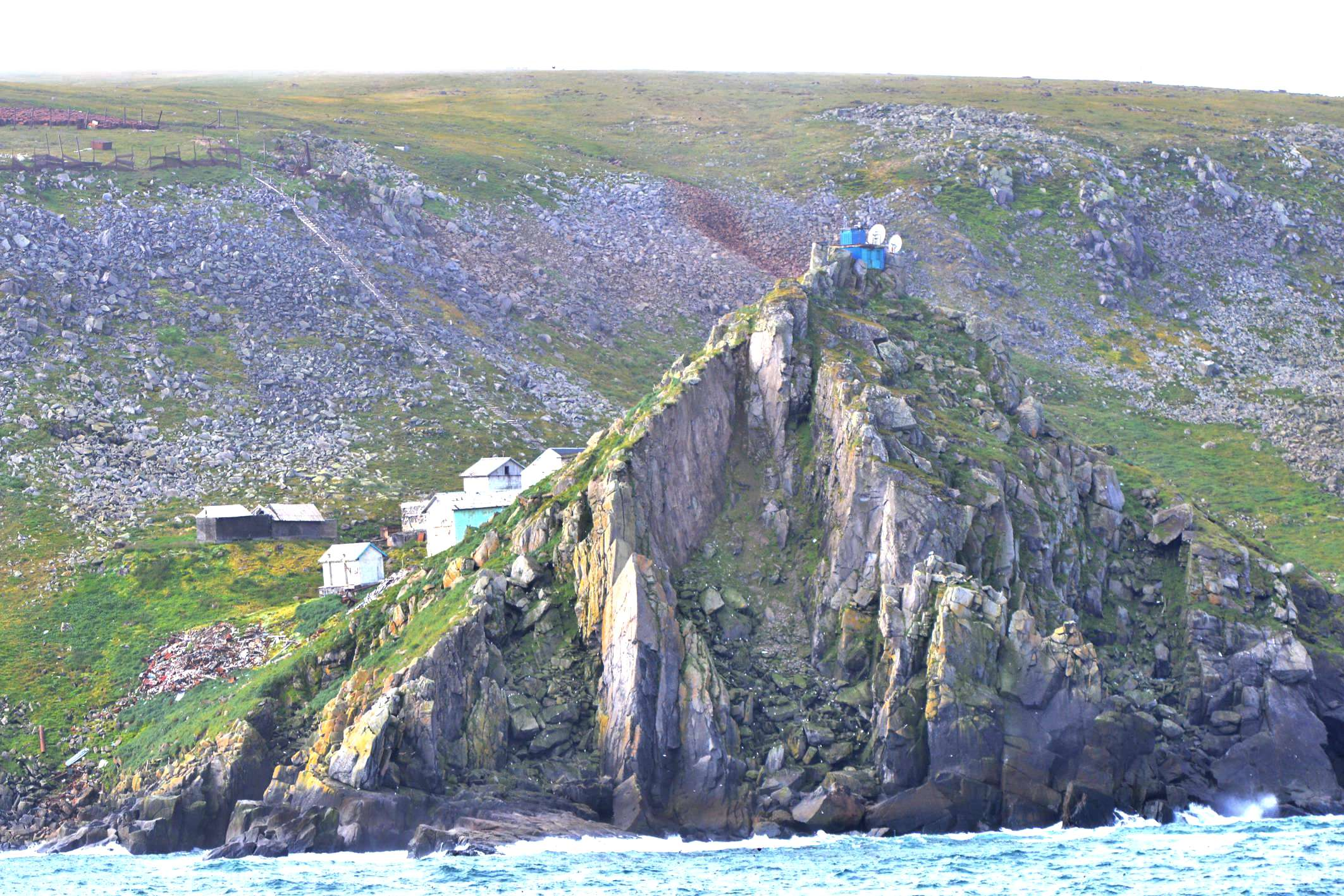
Station sur la Grande Diomède à l’été 2014.

Au moment de leur découverte par les explorateurs russes, les deux îles Diomède sont peuplées par les Iŋalikmiouts, une tribu inuit autochtone parlant le dialecte occidental de la langue inupiat, qui est la forme la plus ancienne des différentes langues inuits. Ils n’ont pas de contacts avec les Youpiks de l’île Saint-Laurent mais des mariages sont tissés avec des Naoukans (de) de la côte de Sibérie. Les îles ne sont alors qu’un campement d’hiver où les familles attendent durant la quasi nuit polaire la saison de la chasse, en particulier celle à la baleine.

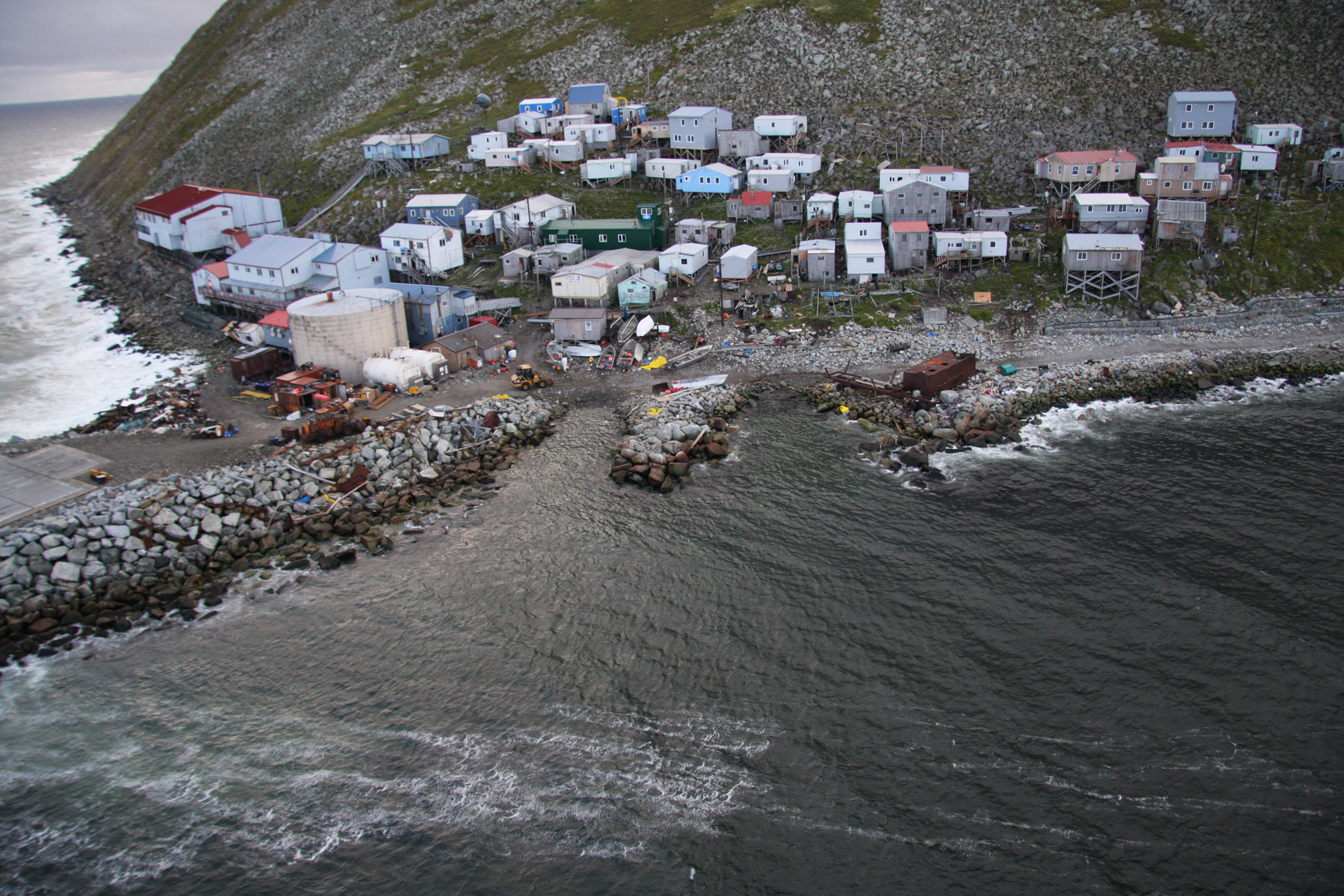
Le village de Diomède au plus chaud de l’été 2008 sur la côte occidentale de Petite Diomède, seul endroit assez plat en bord de mer.

La Petite Diomède américaine (Inaliq) est habitée par environ 160 Iŋalikmiouts groupés dans l’unique village, également appelé Diomède, soit trois hangars et une cinquantaine de baraques juchées sur la côte escarpée. La Grande Diomède russe (Imaqliq) a été militarisée et vidée de sa population civile, déplacée en Tchoukotka à l’époque soviétique ; elle accueille aujourd’hui une petite garnison russe. La frontière a été fermée durant toute la guerre froide et les familles, dont les membres vivaient sur les deux îles, ont été séparées jusque dans les années 1990[réf. souhaitée].
Sur chacune des deux îles, les liaisons avec le continent se font par hélicoptère, respectivement depuis l’Alaska et depuis la Tchoukotka, mais il n’y a pas de liaison entre les deux Diomède.